# Ronald Raldes
Ronald Raldes Balcázar, född 20 april 1981 i Santa Cruz de la Sierra, Bolivia, är en boliviansk fotbollsspelare.
Raldes spelar för Oriente Petrolero. Han spelar också för Bolivias landslag.